# Friedrich Michael de Zweibrücken
Friedrich Michael de Palatin de Zweibrücken-Birkenfeld, (germană Friedrich Michael von Pfalz-Zweibrücken-Birkenfeld; n. 27 februarie 1724, Ribeauvillé, Alsacia – d. 15 august 1767, Schwetzingen) a fost membru al Casei de Wittelsbach. A fost tatăl lui Maximilian I Iosif de Bavaria. Fredrich Michael a fost fiul lui Christian al III-lea, Conte Palatin de Zweibrücken și a soției acestuia, Caroline de Nassau-Saarbrücken.

## Copii
| Nume                                           | Portret | Naștere            | Deces             | Note |
| ---------------------------------------------- | ------- | ------------------ | ----------------- | --- |
| Karl II August Duce de Zweibrücken             |         | 29 octombrie 1746  | 1 aprilie 1795    | Căsătorit în 1774 cu Prințesa Maria Amalia de Saxonia; fără copii care să fi supraviețuit                                        |
| Klemens August Joseph Friedrich                |         | 18 septembrie 1749 | 19 iunie 1750     | |
| Maria Amalia Augusta Regină consort a Saxoniei |         | 10 mai 1752        | 15 noiembrie 1828 | Căsătorită în 1769 cu Electorul Frederic Augustus III; a avut copii                                                              |
| Marie Anna                                     |         | 18 iulie 1753      | 4 februarie 1824  | Căsătorită în 1780 cu Ducele Wilhelm de Bavaria; a avut copii                                                                    |
| Maximilian I Rege al Bavariei                  |         | 27 mai 1756        | 13 octombrie 1825 | Căsătorit în 1785 cu Augusta de Hesse-Darmstadt; a avut copii. căsătorit a doua oară în 1797 cu Caroline de Baden; a avut copii. |